# Дар-Аллуш
Дар-Аллуш (араб. دار علوش) — місто в Тунісі. Входить до складу вілаєту Набуль. Станом на 2004 рік тут проживало 4 192 особи.